# Robert Henry Lawrence
Robert Henry Lawrence Jr. (Chicago, 2 ottobre 1935 – 8 dicembre 1967) è stato un aviatore statunitense, maggiore dell'United States Air Force e un candidato astronauta.

## Biografia
Nato a Chicago, dove frequentò  le scuole superiori, conseguì nel 1955 un bachelor in chimica alla Bradley University. Nel 1956 divenne pilota dell'Aeronautica Militare e nel 1965 conseguì il dottorato in chimica fisica all'Ohio State University. Nell'Aeronautica Militare Lawrence svolse il compito di pilota istruttore sul T-33 ed effettuò parecchi voli sul caccia F-104 Starfighter. Nel giugno del 1967 fu selezionato dall'Aeronautica come astronauta per partecipare al programma Manned Orbiting Laboratory, diventando così il primo aspirante astronauta afroamericano, ma rimase ucciso nel dicembre dello stesso anno in un incidente aereo. Il caccia F-104 su cui volava precipitò al suolo nella Base Aerea di Edwards in California. Lawrence lasciò la moglie e un figlio.
Dopo anni di relativo anonimato, l'8 dicembre 1997, a 30 anni dalla scomparsa, il suo nome fu iscritto nello Space Mirror Memorial al Kennedy Space Center in Florida.